# Ясьонка (Лодзинське воєводство)
Ясьонка (пол. Jasionka) — село в Польщі, у гміні Зґеж Зґерського повіту Лодзинського воєводства.
Населення — 127 осіб (2011).

## Демографія
Демографічна структура станом на 31 березня 2011 року:
|          | Загалом | Допрацездатний вік | Працездатний вік | Постпрацездатний вік |
| -------- | ------- | ------------------ | ---------------- | -------------------- |
| Чоловіки | 64      | 14                 | 43               | 7                    |
| Жінки    | 63      | 12                 | 33               | 18                   |
| Разом    | 127     | 26                 | 76               | 25                   |